# Гонсалес, Мертл
Мертл Гонсалес (англ. Myrtle Gonzalez; 28 сентября 1891, Лос-Анджелес, Калифорния — 22 октября 1918, Лос-Анджелес, Калифорния) — американская актриса. В период с 1913 по 1917 год снялась в более чем 78 немых фильмах, 66 из которых — короткометражки. Считается первой звездой Голливуда латиноамериканского происхождения.
Наиболее известна своей ролью Энид Мейтленд в полнометражной драме «Чаша Мужества» (1915), в котором снялась вместе с Уильямом Дунканом.

## Ранняя жизнь
Родилась в Лос-Анджелесе, в штате Калифорния в семье Мануэля Гонсалеса Джорджа (1861—?) и Лилиан Л. Кук (1874—1932). Бартьями и сёстрами актрисы были Стелла М. Гонсалес (1892—1965) и Мануэль М. Гонсалес-младший (1898?).
По отцовской линии её семья происходит из испаноязвчной Калифорнии, в Мексике, а её бабушка и дедушка родились в Ирландии. Её отец был розничным торговецем бакалейных товаров, её мать — бывшей оперной и популярной певицей.
С раннего детства в Митрл был замечен драматический талант и хороший сопрано. Она выступала на различных местных и благотворительных концертах, а также пела в церковном хоре. Позднее Гонзалез исполнила детские партии в театре вместе с Фанни Давенпорт и Флоренцией Стоун. Благодаря тому, что она росла в Лос-Анджелесе, актриса застала переход кинопроизводства в её город ещё на его заре.
Впервые вышла замуж за Джона Паркса Джонса. Вскоре они развелись. От этого брака у них был один сын, Джеймс Паркс Джонс-младший (около 1911—1970). Позже у Джеймса Джонса-младшего родилась дочь Мэри Луиза Джонс (Смит) (1933—2005).

## Карьера в кино

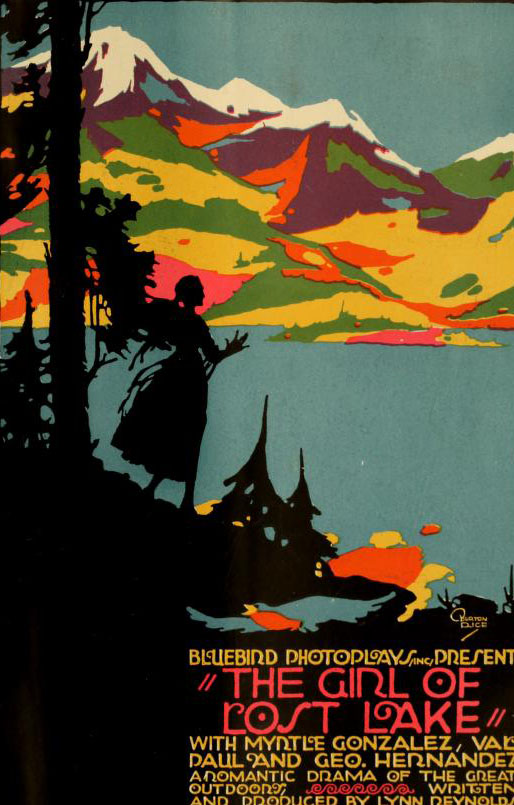
Постер к фильму Девушка у потерянного озера (1916)

Миртл работала со студиями Vitagraph и Universal.
Снялась в пяти фильмах Уильяма Десмонда Тейлора со студии Vitagraph: драма-комедия «Друг её мужа» (1913), драма « Испорченные деньги» (1914), комедия «Миллионы для защиты» (1914), драма «Поцелуй» (1914) и драма «Капитан Алварез» (1914).
Во многих своих ролях Гонзалес играла непоседливую ветреную героиню. Последние шесть лет своей карьеры она играла в фильмах, действие которых проходило на севере в лесах.
1 декабря 1917 года Миртл вышла замуж за актёра и режиссёра Аллена Ватта (1885—1944), после чего она покинула работу. Ватт, который был бывшим вторым режиссёром студии Universal, проходил службу в армии, когда познакомился с Миртл, поэтому она перебралась на его место службы в Форт Льюис в штат Вашингтон. Северный климат плохо подходил здоровью Гонсалес, но в скором времени Аллен вышел на пенсию и они переехали в Южную Калифорнию. Ватт вернулся к работе второго режиссёра, возглавив руководство.
Мертл Гонсалес скончалась в возрасте 27 лет от испанского гриппа во время всемирной пандемии 1918 года, в доме своих родителей в Лос-Анджелесе.